# ALWAYS WITH YOU (KATSUMIのアルバム)
『ALWAYS WITH YOU』（オールウェイズ・ウィズ・ユー）は、KATSUMIの23枚目の会場限定CD。

## 内容
ライブ会場限定で販売されている会場限定CDの23作目。
公式ファンクラブ「Hip Bird Club」会員のみ、ファンクラブ運営の通信販売にて購入することができる。
ディスクはCD-R仕様となっている。
本作はクリスマスをコンセプトとして制作された。

## 収録曲
特記以外作詞・作曲・編曲：KATSUMI
1. True Love in Christmas 〜Live version〜
作曲：石川洋
2012年12月22日に南青山マンダラにて開催された「KATSUMI LIVE 2012【LOVE Christmas】」のライブ音源。
2. Blue Christmas
作詞・作曲：ビリー･ハインズ,ジェームス・ウェルダン・ジョンソン
アーネスト・タブのカバー。
3. 恋文
ミニ・アルバム『CHANCE in the Seeds of Love』収録楽曲を新録。
4. この街で暮らそう
20枚目の会場限定CD『Love like this』収録楽曲。
5. For you 〜2013〜
作曲：石川洋
2ndオリジナル・アルバム『ONE』収録楽曲を新録。